# Faça Diferença
Faça Diferença é o décimo sexto álbum de estúdio da cantora brasileira Cassiane, lançado em 2007 pela gravadora Reuel Studios. Após a saída da artista da MK Music, tendo a produção de Jairinho Manhães. Após seu contrato com a Sony Music Brasil em 2010, o disco passou a ser distribuído pela gravadora. Além da Sony, outras gravadoras distribuíram o disco, como a Quality Music em 2009 e a MK Music em 2015.

## Antecedentes
Após lançar discos pela gravadora MK Music desde meados de 1992, Cassiane resolveu não renovar o contrato artístico com a gravadora. Em 2007, a cantora foi procurada pela gravadora para a renovação e ela recusou. A cantora disse que, logo depois, ela foi informada que o projeto comemorativo 25 Anos de Muito Louvor, lançado em 2006, não contava entre os registros inéditos. Mesmo assim, a cantora decidiu trabalhar em um registro inédito para lançar por um selo próprio. Ela disse que:

Quando entreguei o DVD de 25 anos e também o CD ao Vivo, um ano após o lançamento deles, fui chamada pela MK para uma conversa sobre renovação de contrato. Quando eu disse que não renovaria é que eles disseram para mim que não iriam contar como ‘obras’ o meu DVD e o meu CD ao vivo, como também o Home Vídeo Com Muito Louvor. Mas acho a pior e mais triste foi a criminal, por formação de quadrilha, além de outras! Fiquei decepcionada.— Cassiane comentando o processo.

## Gravação
Assim como os anteriores, Faça Diferença foi produzido por Jairinho Manhães e gravado no Reuel Studios. A música de trabalho inicial foi "Todo Poderoso".

## Lançamento e recepção
| Críticas profissionais | Críticas profissionais |
| Avaliações da crítica  | Avaliações da crítica  |
| Fonte                  | Avaliação              |
| ---------------------- | ---------------------- |
| O Propagador           | [ 5 ]                  |

Faça Diferença foi lançado em novembro de 2007 pelo selo independente Reuel Music. Logo após o lançamento, Cassiane se envolveu em um conflito judicial com a gravadora MK Music, que acusou-a de quebra de contrato. O álbum teve sua comercialização proibida. O conflito seria resolvido apenas anos depois, com Cassiane gravando o álbum Tempo de Excelência (2013).
O guia discográfico do O Propagador atribuiu cotação de 3 de 5 estrelas para Faça Diferença, que destacou a predominância de composições de Anderson Freire e com a argumentação de que "apresenta uma Cassiane mais tradicional ao pentecostal do que em relação aos trabalhos anteriores".
Em 2010, com a assinatura de Cassiane com a Sony Music Brasil, o projeto foi relançado pela multinacional. Ao longo dos anos, Faça Diferença chegou a ser relançado por várias gravadoras, incluindo a própria MK Music (quando Cassiane retornou a gravadora em 2015).

## Faixas
1. Mergulhe (Anderson Freire)
2. Ele Tem Poder (Shirley Lima e Cassiane)
3. Faça Diferença (Jairo Bonfim)
4. Fogo do Alto (Elaine Araújo)
5. Todo Poderoso (Anderson Freire)
6. Louvor Sem Fim (Shirley Lima e Cassiane)
7. O Fogo de Deus (Roberta Di Angellis)
8. Fica Comigo (Jairo Bonfim)
9. Erguer as Mãos (Anderson Freire e Cassiane)
10. Verdadeiro Adorador (Anderson Freire)
11. Se Creres Verás (Ronny e Celso Barbosa)
12. Santo é o Senhor (Moisés Cleyton e Cassiane)
13. Vem Com Teu Rio (Anderson Freire)

## Clipes
Faça Diferença (Jairo Bonfim)

## Ficha técnica
- Produção fonográfica: Reuel Music
- Produção executiva: Jairinho Manhães
- Arranjos e produção musical: Jairinho Manhães
- Produção de voz: Jairo Bonfim
- Piano e órgãos: Ronny Barbosa
- Baterias: Sidão Pires
- Baixo: Marcos Natto
- Teclados, loops e synth: Anderson Gomes
- Violão aço: Mindinho
- Violão flamenco: Mauro Costa Jr.
- Guitarra base e solo: Mindinho
- Percussão: Zé Leal
- Sax tenor: Marcos Bonfim
- Trombone: Roby Olicar
- Trompete e fluguel: Márcio André
- Sax solo: Marcos Bonfim
- Trompas: Ismael Oliveira e Josué Soares
- Violinos: Alexandre Brasolim, Paulo Torres, Silvanira Bermudes, Francisco Freitas, Juliane Martins, Atli Ellendersen e Maria Esther Brandão
- Vocal: Cassiane, Janeh Magalhães, Josy Bonfim, Kátia Santana, Sula Maia, Fael Magalhães, Jairo Bonfim, Roby Olicar e Dedê Silva
- Participação especial nas músicas 6, 8, 10 e 13: Coral Renovasoul